# Liste der Straßennamen von Pleinfeld
Die Liste der Straßennamen von Pleinfeld listet alle Straßennamen von Pleinfeld und den Gemeindeteilen im mittelfränkischen Landkreis Weißenburg-Gunzenhausen auf.

## Liste geordnet nach den Orten
In dieser Liste werden die Straßennamen den einzelnen Orten zugeordnet und kurz erklärt.

### Pleinfeld
| Straßenname                                                   | Namensbeschreibung |
| ------------------------------------------------------------- | --- |
| Abt-Maurus-Straße                                             | Benannt nach dem aus Pleinfeld stammenden Benediktinermönch Maurus Xaverius Herbst.                                                                                               |
| Adolph-Kolping-Straße                                         | Benannt nach Adolph Kolping, dem Gründer des Kolpingwerkes |
| Ahornweg                                                      | Benannt nach der Baumart Ahorn. |
| Alemannenweg                                                  | Benannt nach dem Volksstamm der Alemannen. |
| Am Bahnweiher                                                 | Benannt nach dem Bahnweiher, der sich in der Nähe des Bahnhofes befindet. |
| Am Brombachsee                                                | Benannt nach dem Brombachsee |
| Am Einsiedel                                                  | Benannt nach dem Einsiedel, einem ehemaligen Flurnamen unweit des Espans. |
| Am Espan                                                      | Benannt nach dem Espan. |
| Am Fürst                                                      | Benannt nach der Erhebung Fürst. |
| Am Spalter Tor                                                | Hier befindet sich das Spalter Tor. |
| Am Wasen                                                      | Benannt nach der unweit befindlichen Waldflur Wasen. |
| Am Wendehammer                                                | |
| Am Wohnpark                                                   | |
| Amselweg                                                      | Benannt nach der Vogelart Amsel. Er ist ein Teil der Staatsstraße 2224. |
| An der Mauer                                                  | Benannt nach der Pleinfelder Stadtmauer, zu dem sie parallel verläuft. |
| Arbachweg                                                     | Weg, der zum Arbach (Schwäbische Rezat) führt, einem Nebenfluss der Schwäbischen Rezat.                                                                                           |
| Bachgasse                                                     | Gasse, die nahe der Schwäbischen Rezat. |
| Bäckleinsbuck                                                 | |
| Badstraße                                                     | Hier liegt das Pleinfelder Freibad. |
| Bahnhofstraße                                                 | Hier liegt der Pleinfelder Bahnhof. |
| Bahnweg                                                       | Weg, der zum Pleinfelder Bahnhof führt. |
| Beim Sägwerk                                                  | Benannt nach dem Pleinfelder Sägewerk. |
| Bergstraße                                                    | |
| Breslauer Straße                                              | Benannt nach der Stadt Breslau. |
| Brückenstraße                                                 | Benannt nach der Nepomukbrücke, worüber die Straße führt. Sie ist ein Teil der Staatsstraße 2224.                                                                                 |
| Buchenweg                                                     | Benannt nach der Baumart Buche. |
| Bürgermeister-Fichtner-Straße (oder kurz: Bgm.–Fichtner-Str.) | Benannt nach dem ehemaligen Pleinfelder Bürgermeister Georg Fichtner (1960–1968).                                                                                                 |
| Danziger Straße                                               | Benannt nach der polnischen Stadt Danzig. |
| Dieselstraße                                                  | Benannt nach Rudolf Diesel; er ist Namensgeber des Gewerbegebietes „Dieselstraße“.                                                                                                |
| Direktor-Konrad-Schmidt-Straße (oder kurz: Dir.-Schmidt-Str.) | Benannt nach dem Direktor Konrad Schmidt. |
| Eichenweg                                                     | Benannt nach der Baumart Eiche. |
| Ellinger Straße                                               | Benannt nach der Nachbarstadt Ellingen. Die Straße war früher ein Teil der Bundesstraße 2, die durch Pleinfeld führte.                                                            |
| Finkenweg                                                     | Benannt nach der Familie der Finken. |
| Frankenweg                                                    | Benannt nach dem Volk der Franken. |
| Franz-Xaver-Uhl-Straße                                        | Benannt nach dem Politiker Franz Xaver Uhl, der im Pleinfelder Ortsteil Walting geboren wurde.                                                                                    |
| Fiegenstaller Straße                                          | Benannt nach dem Ort Fiegenstall |
| Föhrenweg                                                     | Benannt nach der Baumart Föhre. |
| Gartenstraße                                                  | |
| Gewerbepark                                                   | Straße, die durch das gleichnamige Gewerbegebiet führt. |
| Ginsterweg                                                    | Benannt nach der Pflanze Ginster. |
| Haselweg                                                      | Benannt nach der Baumart Haselbaum. |
| Höbachweg                                                     | Benannt nach dem Fluss Höbach. |
| Höbachweiher                                                  | Benannt nach dem Höbachweiher, der sich hier befindet. |
| Hofacker                                                      | Benannt nach dem ehemaligen Hofacker |
| Hohlweg                                                       | |
| Industriestraße                                               | Straße unweit des Industriegebiets Dieselstraße. |
| Jahnstraße                                                    | Benannt nach Turnvater Friedrich Ludwig Jahn |
| Joseph-Steinmeyer-Steg                                        | Benannt nach dem Spender des Steges, Joseph Steinmeyer. |
| Kaadener Straße                                               | Benannt nach der Stadt Kaaden. |
| Kastanienweg                                                  | Benannt nach der Baumart Kastanienbaum. |
| Kellerweg                                                     | Benannt nach den Pleinfelder Felsenkellern, die teilweise hier liegen. |
| Keltenring                                                    | Benannt nach dem Volk der Kelten. |
| Ketschenbuck                                                  | Benannt nach der Flur Ketschenbuck. |
| Kirchenplatz                                                  | Platz an der katholischen St. Nikolaus-Kirche. |
| Kirchenstraße                                                 | Straße, die zur St. Nikolauskirche führt. |
| Kleinweingartner Weg                                          | Weg, der am Ende zu einem Fußweg wird. Führt zum Pleinfelder Ortsteil Kleinweingarten.                                                                                            |
| Kohlplatte                                                    | Benannt nach dem Flurnamen Kohlplatte. Unweit stand hier früher der Galgen (siehe Galgenmarter).                                                                                  |
| Lauterbrunnenweg                                              | Benannt nach der Lauterbrunnmühle. |
| Lerchenbuck                                                   | Benannt nach der Familie der Lerchen. |
| Marktplatz                                                    | Ist der Marktplatz des Marktes Pleinfeld. Es ist ein Teil der Staatsstraße 2224.                                                                                                  |
| Mühlstraße                                                    | Benannt nach den Pleinfelder Mühlen, zu denen die Straße führt. Sie ist ein Teil der Staatsstraße 2224.                                                                           |
| Nordring                                                      | Liegt im gleichnamigen Gewerbegebiet. |
| Nußbaumweg                                                    | Benannt nach dem Nussbaum. |
| Nürnberger Straße                                             | Benannt nach der nächstgelegenen Großstadt Nürnberg. War ein Teil der ehemaligen Bundesstraße 2, die früher durch Pleinfeld führte. Heute ist sie ein Teil der Staatsstraße 2224. |
| Obere Torstraße                                               | Einbahnstraße, die zum ehemaligen Veiter Tor führt, eines von drei Toren, neben dem Spalter Tor und dem Nürnberger Tor. Die Straße liegt oberhalb der Unteren Torstraße.          |
| Ostpreußenweg                                                 | Benannt nach den Bewohnern Ostpreußens. |
| Ottmarsfelder Weg                                             | Benannt nach dem Dorf Ottmarsfeld. |
| Pacellistraße                                                 | Benannt nach Papst Pius XII. (bürgerlicher Name Eugenio Maria Giuseppe Giovanni Pacelli)                                                                                          |
| Pfarrgasse                                                    | Kleine, unbefahrbare Gasse, die vom Pfarrhaus an der Mühlstraße zur Kirchenstraße führt.                                                                                          |
| Postleitenstraße                                              | Benannt nach der Erhebung Postleite. |
| Raiffeisenstraße                                              | Benannt nach Friedrich Wilhelm Raiffeisen. |
| Ringstraße                                                    | In Ringform angelegte Straße |
| Römerweg                                                      | Benannt nach den Römern. |
| Rosenau                                                       | |
| Saazer Straße                                                 | Benannt nach der Stadt Saaz. |
| Sandstraße                                                    | Benannt nach dem Pleinfelder Quarzsand. |
| Schelmhecke                                                   | Benannt nach der gleichnamigen Flur. |
| Schererbuckweg                                                | |
| Schlesierstraße                                               | Benannt nach den Bewohnern Schlesiens. |
| Schneckenweiher                                               | Benannt nach dem gleichnamigen Gewässer, der heute nicht mehr existiert. |
| Schulweg                                                      | Weg, der zur Mittelschule führt. |
| Seilergasse                                                   | Beheimatete früher die Seilerei. |
| Siemensstraße                                                 | Benannt nach Werner von Siemens. |
| Sportpark                                                     | Liegt an den Pleinfelder Sportplätzen. |
| Stirner Straße                                                | Benannt nach dem Pleinfelder Ortsteil Stirn, wohin sie führt. Sie ist ein Teil der Staatsstraße 2224.                                                                             |
| Sudetenstraße                                                 | Benannt nach den Sudeten. |
| Südring                                                       | Liegt am südlichen Ende Pleinfelds in einem Wohngebiet. |
| Ulmenweg                                                      | Benannt nach der Baumart Ulme. |
| Untere Torstraße                                              | Einbahnstraße, die zum ehemaligen Veiter Tor führt, eines von drei Toren, neben dem Spalter Tor und dem Nürnberger Tor. Die Straße liegt unterhalb der Oberen Torstraße.          |
| Veiter Straße                                                 | Benannt nach dem Pleinfelder Ortsteil Sankt Veit, wohin die Straße führt. |
| Weberbuck                                                     | Benannt nach der Erhebung Weberbuck. |
| Zollgasse                                                     | Gasse, an der früher die Pleinfelder Zollstation war. |

### Ramsberg am Brombachsee
| Straßenname             | Namensbeschreibung                                                                   |
| ----------------------- | ------------------------------------------------------------------------------------ |
| Alois-Dantonello-Straße | Benannt nach Alois Dantonello, ein ehemaliger Bürgermeister Ramsbergs.               |
| Am Anger                | Benannt nach dem Angerplatz von Ramsberg.                                            |
| Am Segelhafen           | Benannt nach dem Segelhafen von Ramsberg, dem größten Binnensegelhafen Deutschlands. |
| Am Sturz                | Benannt nach einer dort befindlichen Flur.                                           |
| Am Weinberg             | Straße, die zum Weinberg führt.                                                      |
| An den Veiter Weihern   | Benannt nach den Veiter Weihern, an dem sie vorbeiführt.                             |
| Bahnberg                | Benannt nach dem Ramsberger Bahnhof, der erhöht auf einem Hügel liegt.               |
| Bergweg                 |                                                                                      |
| Breitreisigstraße       | Benannt nach einer ehemaligen dort befindlichen Flur.                                |
| Deutsch-Ordens-Straße   | Benannt nach dem Deutschen Orden.                                                    |
| Grenzstraße             |                                                                                      |
| Hafenstraße             | Benannt nach dem Ramsberger Hafen, dem größten Binnensegelhafen Deutschlands.        |
| Kreuzstraße             |                                                                                      |
| Leitenbuckstraße        | Benannt nach einer ehemaligen dort befindlichen Flur.                                |
| Lettenweg               |                                                                                      |
| Obere Dorfstraße        | Ist der obere Teil der Ramsberger Hauptstraße.                                       |
| Parkstraße              |                                                                                      |
| Pfaffenlohe             | Benannt nach einer ehemaligen dort befindlichen Flur.                                |
| Regelsberger Straße     | Benannt nach dem Pleinfelder Ortsteil Regelsberg.                                    |
| Seestraße               | Straße, die zum Großen Brombachsee führt.                                            |
| Schneiderbuckstraße     | Benannt nach einer ehemaligen dort befindlichen Flur.                                |
| Sonnenstraße            | Benannt nach der Sonne.                                                              |
| Tränkgasse              |                                                                                      |
| Untere Dorfstraße       | Ist der untere Teil der Ramsberger Hauptstraße.                                      |
| Veitserlbacher Straße   | Benannt nach dem Pleinfelder Ortsteil Veitserlbach.                                  |
| Waldstraße              |                                                                                      |
| Weiherweg               |                                                                                      |
| Weinbergstraße          | Benannt nach dem Weinberg.                                                           |

### Mischelbach
| Straßenname         | Namensbeschreinbung                                                                            |
| ------------------- | ---------------------------------------------------------------------------------------------- |
| Bachstraße          | Liegt nahe dem Iglseebach (auch Mischelbach genannt), einem Nebenfluss der Schwäbischen Rezat. |
| Birkenfeldstraße    |                                                                                                |
| Birkenring          | Benannt nach der Baumart Birke.                                                                |
| Hintere Gasse       |                                                                                                |
| Mühlenweg           | Weg, der zu den Pleinfelder Mühlen führt.                                                      |
| Pleinfelder Weg     | Weg in Mischelbach, der nach Pleinfeld führt.                                                  |
| Röttenbacher Straße | Benannt nach der Nachbargemeinde Röttenbach.                                                   |
| Sandfeldstraße      |                                                                                                |
| Weingartner Straße  | Benannt nach einem Flurnamen.                                                                  |

### Stirn
| Straßenname              | Namensbeschreibung                                       |
| ------------------------ | -------------------------------------------------------- |
| Am Sommerkeller          |                                                          |
| Angerweg                 | Weg, der zum Angerplatz von Stirn führt.                 |
| Flurstraße               |                                                          |
| Haberweg                 | Benannt nach der Pflanzengattung Hafer                   |
| Hauptstraße              | Hauptstraße von Stirn.                                   |
| Hirtenstraße             | Führt zum Hirtenfeld.                                    |
| Hopfenstraße             | Benannt nach dem in der Gegend angebauten Hopfen.        |
| Im Kreuz                 | Benannt nach einer ehemaligen dort befindlichen Flur.    |
| In der Grube             | Benannt nach den in der Gegend häufigen Sandgruben.      |
| Kaffeegasse              |                                                          |
| Kirschenweg              | Benannt nach dem Kirschbaum.                             |
| Lindenstraße             | Benannt nach der Baumart Linde.                          |
| Pfarrer-Ainmüller-Straße | Benannt nach dem Stirner Pfarrer Joseph Georg Ainmüller. |
| Pleinfelder Straße       | Straße in Stirn, der nach Pleinfeld führt.               |
| Spalter Straße           | Benannt nach der Stadt Spalt.                            |
| Weinstraße               | Benannt nach dem Wein.                                   |

### Andere Gemeindeteile
In den folgenden Pleinfelder Gemeindeteilen und Mühlen gibt es keine Straßennamen. Hier haben die Häuser nur Hausnummern.
- Allmannsdorf
- Banzermühle
- Birklein
- Böschleinsmühle
- Dorsbrunn
- Engelreuth
- Erlingsdorf
- Gündersbach
- Heinzenmühle
- Hohenweiler
- Kemnathen
- Ketschenmühle
- Kleinweingarten
- Langweidmühle
- Mackenmühle
- Mandlesmühle
- Pleinfeld
- Mäusleinsmühle
- Prexelmühle
- Reichertsmühle
- Regelsberg
- Roxfeld
- Sandsee
- Seemannsmühle
- Sankt Veit
- Utzenmühle
- Veitserlbach
- Walkerszell
- Walting
- Wurmmühle

## Alphabetische Liste
In Klammern ist der Ort angegeben, in dem die Straße ist.

## A
- Abt-Maurus-Straße (Pleinfeld)
- Adolph-Kolping-Straße (Pleinfeld)
- Ahornweg (Pleinfeld)
- Alemannenweg (Pleinfeld)
- Allmannsdorf (Allmannsdorf)
- Alois-Dantonello-Straße (Ramsberg am Brombachsee)
- Am Bahnweiher (Pleinfeld)
- Am Brombachsee (Pleinfeld)
- Am Anger (Ramsberg am Brombachsee)
- Am Einsiedel (Pleinfeld)
- Am Espan (Pleinfeld)
- Am Segelhafen (Ramsberg am Brombachsee)
- Am Spalter Tor (Pleinfeld)
- Am Sommerkeller (Stirn)
- Am Sturz (Ramsberg am Brombachsee)
- Am Wasen (Pleinfeld)
- Am Weinberg (Ramsberg am Brombachsee)
- Am Wendehammer
- Am Wohnpark (Pleinfeld)
- Amselweg (Pleinfeld)
- An der Mauer(Pleinfeld)
- An den Veiter Weihern (Ramsberg am Brombachsee)
- Angerweg (Stirn)
- Arbachweg (Pleinfeld)

## B
- Bachgasse (Pleinfeld)
- Bachstraße (Mischelbach)
- Bäckleinsbuck (Pleinfeld)
- Badstraße (Pleinfeld)
- Bahnberg (Ramsberg am Brombachsee)
- Bahnhofstraße (Pleinfeld)
- Bahnweg (Pleinfeld)
- Banzermühle (Banzermühle)
- Beim Sägwerk (Pleinfeld)
- Bergstraße (Pleinfeld)
- Bergweg (Ramsberg am Brombachsee)
- Bgm-Fichtner-Straße (Pleinfeld)
- Birkenfeldstraße (Mischelbach)
- Birkenring (Mischelbach)
- Birklein (Birklein)
- Böschleinsmühle (Böschleinsmühle)
- Breitreisigstraße (Ramsberg am Brombachsee)
- Breslauer Straße (Banzermühle)
- Brückenstraße (Pleinfeld)
- Buchenweg (Pleinfeld)

## D
- Danziger Straße (Pleinfeld)
- Deutsch-Ordens-Straße (Ramsberg am Brombachsee)
- Dieselstraße (Pleinfeld)
- Dir.-Schmidt-Straße (Pleinfeld)
- Dorsbrunn (Dorsbrunn)

## E
- Eichenweg (Pleinfeld)
- Ellinger Straße (Pleinfeld)
- Engelreuth (Engelreuth)
- Erlingsdorf (Erlingsdorf)

## F
- Fiegenstaller Straße (Pleinfeld)
- Finkenstraße (Pleinfeld)
- Flurstraße (Stirn)
- Föhrenweg (Pleinfeld)
- Frankenweg (Pleinfeld)
- Franz-Xaver-Uhl-Straße (Pleinfeld)

## G
- Gartenstraße (Pleinfeld)
- Gewerbepark (Pleinfeld)
- Ginsterweg (Pleinfeld)
- Grenzstraße (Ramsberg am Brombachsee)
- Gündersbach (Gündersbach)

## H
- Haberweg (Stirn)
- Hafenstraße (Ramsberg am Brombachsee)
- Haselweg (Pleinfeld)
- Hauptstraße (Stirn)
- Heinzenmühle (Heinzenmühle)
- Hintere Gasse (Mischelbach)
- Hirtenstraße (Stirn)
- Höbachweg (Pleinfeld)
- Höbachweiher (Pleinfeld)
- Hofacker (Pleinfeld)
- Hohlweg (Pleinfeld)
- Hopfenstraße (Stirn)

## I
- Im Kreuz (Stirn)
- In der Grube (Stirn)
- Industriestraße (Pleinfeld)

## J
- Jahnstraße (Pleinfeld)
- Joseph-Steinmeyer-Steg (Pleinfeld)

## K
- Kaadener Straße (Pleinfeld)
- Kaffeegasse (Stirn)
- Kastanienweg (Pleinfeld)
- Kellerweg (Pleinfeld)
- Keltenring (Pleinfeld)
- Kemnathen (Kemnathen)
- Ketschenbuck (Pleinfeld)
- Ketschenmühle (Ketschenmühle)
- Kirchenplatz (Pleinfeld)
- Kirchenstraße (Pleinfeld)
- Kirschenweg (Stirn)
- Kleinweingarten (Kleinweingarten)
- Kleinweingartner Weg (Pleinfeld)
- Kohlplatte (Pleinfeld)
- Kreuzstraße (Ramsberg am Brombachsee)

## L
- Langweidmühle (Langweidmühle)
- Lauterbrunnenweg (Pleinfeld)
- Leitenbuckstraße (Ramsberg am Brombachsee)
- Lerchenbuck (Pleinfeld)
- Lettenweg (Ramsberg am Brombachsee)
- Lindenstraße (Stirn)

## M
- Mackenmühle (Mackenmühle)
- Mandlesmühle (Mandlesmühle)
- Mannholz (Mannholz)
- Marktplatz (Pleinfeld)
- Mäusleinsmühle (Mäusleinsmühle)
- Mühlenweg (Mischelbach)
- Mühlstraße (Pleinfeld)

## N
- Nordring (Pleinfeld)
- Nürnberger Straße (Pleinfeld)
- Nußbaumweg (Pleinfeld)

## O
- Obere Torstraße (Pleinfeld)
- Obere Dorfstraße (Ramsberg am Brombachsee)
- Ostpreußenweg (Pleinfeld)
- Ottmarsfelder Weg (Pleinfeld)

## P
- Pacellistraße (Pleinfeld)
- Parkstraße (Ramsberg am Brombachsee)
- Pfaffenlohe (Ramsberg am Brombachsee)
- Pfarrer-Ainmüller-Weg (Stirn)
- Pfarrgasse (Pleinfeld)
- Pleinfelder Straße (Stirn)
- Pleinfelder Weg (Mischelbach)
- Postleitenstraße (Pleinfeld)
- Prexelmühle (Prexelmühle)

## R
- Raiffeisenstraße (Pleinfeld)
- Regelsberg (Regelsberg)
- Regelsberger Straße (Ramsberg am Brombachsee)
- Reichertsmühle (Reichertsmühle)
- Ringstraße (Pleinfeld)
- Römerweg (Pleinfeld)
- Rosenau (Pleinfeld)
- Röttenbacher Straße (Mischelbach)
- Roxfeld (Roxfeld)

## S
- Saazer Straße (Pleinfeld)
- Sandfeldstraße (Mischelbach)
- Sandsee (Sandsee)
- Sandstraße (Pleinfeld)
- Schelmhecke (Pleinfeld)
- Schererbuckweg (Pleinfeld)
- Schlesierstraße (Pleinfeld)
- Schneiderbuckstraße (Ramsberg am Brombachsee)
- Schneckenweiher (Pleinfeld)
- Schulweg (Pleinfeld)
- Seestraße (Ramsberg am Brombachsee)
- Seemannsmühle (Seemannsmühle)
- Seilergasse (Pleinfeld)
- Siemensstraße (Pleinfeld)
- Sonnenstraße (Ramsberg am Brombachsee)
- Spalter Straße (Stirn)
- Sportpark (Pleinfeld)
- Sankt Veit (Sankt Veit)
- Stirner Straße (Pleinfeld)
- Sudetenstraße (Pleinfeld)
- Südring (Pleinfeld)

## T
- Tränkgasse (Ramsberg am Brombachsee)

## U
- Ulmenweg (Pleinfeld)
- Untere Torstraße (Pleinfeld)
- Untere Dorfstraße (Ramsberg am Brombachsee)
- Utzenmühle (Utzenmühle)

## V
- Veiter Straße (Pleinfeld)
- Veitserlbach (Veitserlbach)
- Veitserlbacher Straße (Ramsberg am Brombachsee)

## W
- Waldstraße (Ramsberg am Brombachsee)
- Walkerszell (Walkerszell)
- Walting (Walting)
- Weberbuck (Pleinfeld)
- Weiher Weg (Ramsberg am Brombachsee)
- Weinbergstraße (Ramsberg am Brombachsee)
- Weingartner Straße (Mischelbach)
- Weinstraße (Stirn)
- Wurmmühle (Wurmmühle)

## Z
- Zollgasse (Pleinfeld)